# Бель-Гейвен (округ Аккоммак, Вірджинія)
Бель-Гейвен (англ. Belle Haven) — місто (англ. town) в США, в окрузі Аккомак штату Вірджинія. Населення — 543 особи (2020).

## Географія
Бель-Гейвен розташований за координатами 37°33′17″ пн. ш. 75°49′26″ зх. д. / 37.55472° пн. ш. 75.82389° зх. д. (37.554653, -75.823838).  За даними Бюро перепису населення США в 2010 році місто мало площу 4,07 км², з яких 3,86 км² — суходіл та 0,21 км² — водойми.

## Демографія
Згідно з переписом 2010 року, у місті мешкали 532 особи в 224 домогосподарствах у складі 143 родин. Густота населення становила 131 особа/км².  Було 256 помешкань (63/км²).
Расовий склад населення:
| - 73,5 % — білих - 20,7 % — чорних або афроамериканців - 4,7 % — осіб інших рас |

До двох чи більше рас належало 1,1 %. Частка іспаномовних становила 6,6 % від усіх жителів.
За віковим діапазоном населення розподілялося таким чином: 21,1 % — особи молодші 18 років, 59,7 % — особи у віці 18—64 років, 19,2 % — особи у віці 65 років та старші. Медіана віку мешканця становила 45,3 року. На 100 осіб жіночої статі у місті припадало 84,1 чоловіків;  на 100 жінок у віці від 18 років та старших — 79,5 чоловіків також старших 18 років.
Середній дохід на одне домашнє господарство  становив 56 944 долари США (медіана — 52 778), а середній дохід на одну сім'ю — 58 820 доларів (медіана — 51 250). За межею бідності перебувало 17,5 % осіб, у тому числі 44,0 % дітей у віці до 18 років та 6,8 % осіб у віці 65 років та старших.
Цивільне працевлаштоване населення становило 204 особи. Основні галузі зайнятості: освіта, охорона здоров'я та соціальна допомога — 22,1 %, роздрібна торгівля — 15,7 %, будівництво — 13,2 %, виробництво — 12,3 %.